# Apanteles hazelcambroneroae
Apanteles hazelcambroneroae (лат.) — вид мелких наездников рода Apanteles из подсемейства Microgastrinae семейства бракониды (Braconidae). Обнаружены в Центральной Америке: Коста-Рика (Guanacaste).

## Описание
Мелкого размера перепончатокрылые насекомые: длина тела от 2,0 до 2,2 мм, длина переднего крыла 2,1-2,4 мм. Основная окраска тёмно-коричневая. Коготки лапок простые. Паразитируют на молевидных бабочках из семейства Толстоголовки (Hesperiidae), Cephise aelius.
Вид был впервые описан в 2014 году канадским энтомологом Хосе Фернандес-Триана (Jose L. Fernández-Triana; Department of Integrative Biology and the Biodiversity Institute of Ontario, Университет Гелфа, Гелф, Онтарио, Канада) и назван в честь Хейзел Камбронеро за её вклад исследование насекомых Коста-Рики(Hazel Cambronero; ACG Programa de Parataxónomos, Коста-Рика)
.